# Rubiol anisat de bosc
El rubiol anisat de bosc, també anomenat bola de neu de bosc o rubiol de bosc (Agaricus sylvicola) és un dels bolets més corrents entre els d'aquest gènere.

## Morfologia
Quan surt és blanc del tot, però amb el temps es taca de groc, sobretot al peu i allà on es toca amb els dits.
El barret pot fer de 4 a 10 cm de diàmetre i de jove està tancat, amb el marge incorbat. La superfície és seca, llisa, sedosa i brillant. Porta làmines lliures que, com les de tots els Agaricus, comencen blanques, passen per un to rosat i acaben de color bru xocolata, quan les espores són madures.
El peu és esvelt i se separa fàcilment del barret amb un cop. És un xic engruixit cap a la base i porta un anell membranós i rebregat.
Carn blanca i tova, amb una suau i agradable olor d'anís.

## Hàbitat
Ix des de final d'estiu fins a la tardor en boscos, preferentment de planifolis, sovint en grupets.

## Comestibilitat
És un bon comestible que, com tots els seus congèneres, és bo per guisar. Convé menjar-se'l abans no s'enfosqueixin del tot les làmines.

## Possibles confusions amb altres bolets
Hi ha espècies properes, també bons comestibles, com ara el camperol (Agaricus campestris) i el rubiol anisat (Agaricus arvensis), però que una equivocació no revesteix cap perill.
En canvi, cal evitar no confondre aquest bolet amb la bola-de-neu pudent (Agaricus xanthodermus), tòxic o, si més no, indigest i de gust desagradable, que se'n diferencia per la seua olor, que no és d'anís, sinó de tintura de iode o de tinta i per una tendència a tacar-se de groc intens tan bon punt se'l toca. El peu, a la part de sota, és sempre groc, si més no, a la part interna.